# Proaigialosaurus
Proaigialosaurus es un género extinto de reptiles diápsidos semiacuáticos. El género fue descrito originalmente por Kuhn (1958), basándose en fragmentos craneales, los cuales sin embargo se han perdido.
Generalmente se considera que Proaigialosaurus huenei es el más antiguo espécimen de la familia de lagartos Aigialosauridae, mientras que otros han considerado que podría ser un miembro de los pleurosáuridos, un grupo de esfenodontos marinos (es el mismo orden al que pertenecen las actuales tuátaras).
Proaigialosaurus fue descubierto en la formación geológica de Solnhofen, localizada en Baviera, Alemania, bien conocida por otros reptiles fósiles del Jurásico como el ave primitiva Archaeopteryx, los pterosaurios Pterodactylus, Rhamphorhynchus y Anurognathus junto al cocodrilo marino Metriorhynchus. Era un animal pequeño, de menos de un  metro de longitud.